# Louze
Louze är en kommun i departementet Haute-Marne i regionen Grand Est (tidigare regionen Champagne-Ardenne) i nordöstra Frankrike. Kommunen ligger i kantonen Montier-en-Der som tillhör arrondissementet Saint-Dizier. År 2018 hade Louze 303 invånare.

## Befolkningsutveckling
Antalet invånare i kommunen Louze
| Referens: INSEE |